# Atentado al Banco de Vizcaya de La Laguna de 1978
El atentado al Banco de Vizcaya de La Laguna de 1978 fue un atentado terrorista del MPAIAC que tuvo lugar el 24 de febrero de 1978 en La Laguna (Tenerife).

## Ataque
La Policía Nacional acudió ante un aviso de bomba dado al periódico El Día reivindicado por el MPAIAC. El artefacto se encontraba en un cubo de basura en la calle Tabares de Cala, frente a una sucursal del Banco de Vizcaya. Se trataba de una bomba trampa que contenía ocho cartuchos de goma-2 y explotó durante su desactivación, hiriendo mortalmente al artificiero Rafael Valdenebro Sotelo.

## Víctimas
Falleció el 9 de marzo de 1978, a consecuencia de las heridas producidas por la explosión del artefacto, el policía artificiero montillano Rafael Valdenebro Sotelo, de veintisiete años y padre de dos hijos. Le fue concedida la Gran Cruz al Mérito Militar en 1978 y en 2001 la Gran Cruz de la Real Orden de Reconocimiento Civil a las Víctimas del Terrorismo.

## Consecuencias
Fueron detenidos Fernando José Domingo Valcárcel Rodríguez y Miguel Pardo de Donlebún Macías, que quedaron libres al acogerse a la amnistía en 1978 con el rechazo de la sociedad canaria. En 2013 se colocó una placa homenaje a Valdenebro en La Laguna.